# Новоли
Но̀воли (на италиански: Novoli, на местен диалект Nòule, Ноуле) е градче и община в Южна Италия, провинция Лече, регион Пулия. Разположено е на 37 m надморска височина. Населението на общината е 8146 души (към 2012 г.).